# Centro para la Ciberseguridad e Investigación del Cibercrimen
El Centro para la Ciberseguridad e Investigación del Cibercrimen CIC  o Centro CIC, fundado el 16 de noviembre de 2016 en el marco de la conferencia anual de la Sociedad Estadounidense de Criminología (American Society of Criminology), es una institución académica dedicada a la investigación científica de las tendencias cibercriminales con el fin de coadyuvar a las autoridades a contrarrestar el cibercrimen y los delitos informáticos.

## Objeto del CIC
Utilizando un enfoque interdisciplinario, el Centro para la Ciberseguridad e Investigación del Cibercrimen CIC, alienta la colaboración entre la cibercriminología y otras disciplinas relacionadas con el cibercrimen para desarrollar estrategias y prácticas eficaces de prevención de delitos cibernéticos. De igual manera el Centro CIC promueve reuniones académicas y profesionales en conferencia relativas a la ciberdelincuencia con el fin de cruzar las fronteras disciplinarias a través de un riguroso intercambio de ideas e información. Talleres y capacitación sobre la investigación de la ciberdelincuencia son también desarrollados a través de la plataforma tecnológica del Centro CIC.

## Alcance del CIC
CIC es un laboratorio interdisciplinario que proporciona alianzas colaborativas y multilaterales para educar, capacitar y recomendar líneas de acción para los profesionales que se ocupan del cibercrimen, la ciberseguridad y otras formas de investigación digital / tecnológica.

## Objetivos del CIC
El Centro tiene como objetivo conectar varios sectores desde diferentes áreas del saber en una iniciativa global para combatir y abordar cuestiones florecientes relacionadas con diversas formas de ciberdelincuencia y / o actividades en línea. Para este fin el Centro CIC incluye los siguientes propósitos:
- Establecer alianzas internacionales, llevar a cabo investigaciones en colaboración y proporcionar capacitación en materia de aplicación de la ley a audiencias mundiales interesadas en el delito cibernético y la ciberseguridad.
- Convertirse en una fuente líder y sostenible de becas, capacitación y servicios en ciberseguridad e investigación de la ciberdelincuencia tanto para las comunidades nacionales como internacionales.
- Proporcionar oportunidades de investigación que permitan a los estudiantes desarrollar habilidades útiles en su avance profesional.

## Organización del CIC
El Centro para la Ciberseguridad e Investigación del Cibercrimen CIC  fue fundado por su coordinador actual el Dr. Kyung-Shick Choi y organizado en tres unidades especializadas: 1) Networking, 2) Investigación y 3) Capacitación:

### Networking
Esta unidad se enfoca en sobrepasar la brecha entre académicos, profesionales y diseñadores de políticas públicas, para que ocurra un intercambio fluido de conocimientos y se construya trabajo colaborativo. Para cumplir este objetivo CIC despliega networking a nivel global con instituciones de alta visibilidad internacional tales como:
- Ameripol - La Comunidad de las Fuerzas Policiales del Continente Americano.
- GIWK - Sociedad alemana, austríaca y suiza para la criminología científica interdisciplinaria
- InSight Crime - Centro de Análisis e Investigación de la Delincuencia Organizada en las Américas
- KIC - Instituto Coreano de Criminología Archivado el 12 de diciembre de 2017 en Wayback Machine.
- OKRI - Instituto Nacional Húngaro de Criminología
- MARC - Centro de Reducción de Agresión de Massachusetts
- ONU-VFAC - El Foro Virtual de las Naciones Unidas contra la Ciberdelincuencia (VFAC)

### Investigación
El objetivo principal de esta unidad es aumentar la pericia y la competencia de los conocimientos empíricos y prácticos dentro del ámbito de estudio del ciberdelito, a la vez que proporciona un espacio y un foro para la colaboración multidisciplinar. CIC pretende colaborar con una amplia gama de expertos en el ámbito de la cibercriminalidad y la ciberseguridad para que pueda estar a la vanguardia de la investigación innovadora. El Centro tiene como objetivo promover mejores prácticas de investigación de dos maneras.
- Oportunidades de investigación: El personal de CIC (que incluye facilitadores voluntarios de CIC y expertos en delincuencia cibernética) ayudará a profesionales de los sectores público y privado a identificar oportunidades de investigación innovadoras y de alto impacto con el fin de permitirles adquirir experiencia en investigación de delitos cibernéticos y seguridad informática.
- Extensión del aula de clases. El Centro busca ofrecer a los estudiantes una experiencia fuera de clase con el fin de acercar información de índole científica y metodologías de reporte investigativo a la vez que interactúan en conferencias profesionales y/o patrocinadas por CIC.

### Capacitación
La Unidad de Capacitación proporciona conocimiento y líneas de acción para los profesionales encargados de la aplicación de la ley, investigadores, educadores, encargados de la formulación de políticas pública y demás interesados en la reducción del cibercrimen y conocer sobre seguridad digital.
- Entrenamientos de la aplicación de ley. En materia de ciberdelincuencia, el objetivo primordial de las agencias de aplicación de la ley debe ser ampliar las capacidades tecnológicas en el monitoreo y control del delito cibernético. Aunque algunos programas sobre ciberdelincuencia ya existen en diferentes naciones, estos programas ofrecen capacitación limitada a ciertos sectores de las organizaciones y no llegan al nivel local, donde las víctimas por la ciberdelincuencia requieren atención inmediata y una respuesta oportuna por parte de las autoridades. El Centro CIC dispone de valiosos recursos para ayudar a las instituciones interesadas a solucionar estas limitaciones y construir conocimiento en sus líneas de atención a la víctima y de respuesta cibernética inmediata.
- Servicio Comunitario - El Programa de Prevención del Delito Cibernético - Educar al público en general es una estrategia eficaz para minimizar los riesgos potenciales del delito cibernético. Específicamente, la educación comunitaria orientada hacia la ciberseguridad es crucial para mitigar los riesgos y los niveles de victimización asociados con los delitos informáticos. Los conocimientos prácticos, cómo informar al público sobre la importancia de asegurar redes inalámbricas domésticas empleando protecciones de contraseña sólidas para el acceso a Internet, pueden ayudar a minimizar los riesgos de la victimización por delitos cibernéticos. De esta manera, el aumentar el compromiso activo de la comunidad hacia mejores comportamientos seguros en línea, puede minimizar la materialización de las amenazas a la ciberseguridad.

El Centro para CIC ofrece capacitación en redes comunitarias sobre cómo reconocer a los posibles ciberdelincuentes, reportar actividades sospechosas a las agencias policiales y técnicas de prevención para evitar que individuos se conviertan en potenciales ciberdelincuentes en el futuro.